# 総持寺駅 (神奈川県)
総持寺駅（そうじじえき）は、かつて神奈川県横浜市鶴見区にあった、京浜電気鉄道線（現京急本線）及び海岸電気軌道の駅である。

## 概要
現在の京急鶴見駅と花月総持寺駅の間、旧総持寺踏切南側に存在した。總持寺参拝のために設置された駅で、1925年に海岸電気軌道が開業すると乗換駅となる。1942年7月1日営業休止。1944年11月20日廃止。
横浜市鶴見区鶴見中央5丁目にある本山前桜公園が、総持寺駅の跡である。

## 駅周辺
- 總持寺
- 本山駅

## 歴史
- 1911年（明治44年）011月1日 - 京浜電気鉄道線総持寺駅が開業[1]。尚、これは同年同月5日の総持寺移転に合わせてのものである。
- 1925年（大正14年）006月5日 - 海岸電気軌道により総持寺 - 富士電機前間開業[3]。
- 1937年（昭和12年）012月1日 - 海岸電気軌道が廃止される[4]。
- 1942年（昭和17年）007月1日 - 総持寺駅が営業休止。
- 1944年（昭和19年）11月20日 - 総持寺駅が廃止[1]。

## 隣の駅
京浜電気鉄道線
京浜鶴見駅 - 総持寺駅 - 花月園前駅
海岸電気軌道
総持寺駅 - 鶴見川